# Непристойно багаті
«Непристойно багаті» (англ. Filthy Rich) — американський сатирично-драматичний телесеріал 2020 року, створений Тейтом Тейлором (англ. Tate Taylor) для компанії Fox на основі однойменного телешоу Нової Зеландії.
13 травня 2019 року Fox випустила перший трейлер серіалу, прем'єра якого відбулася 21 вересня 2020 року. Після одного сезону телепроєкт скасований.
У головних ролях — Кім Кетролл, Мелія Крейлінг, Стів Гарріс, Обрі Доллар та інші. Українською мовою озвучений студією «Цікава ідея».
Серіал описується як «готична сімейна драма, в якій багатство, влада і релігія стикаються — з обурливо мильними результатами». Сюжет зосереджується на надбагатій родині Монро з Півдня США, яка заробляла свої гроші на Християнській телевізійній мережі. Після раптової загибелі засновника мережі, крім вдовиці, сина та доньки, з'являються ще троє його позашлюбних дітей, які теж претендують на спадок батька.

## Акторський склад

### Основний
- Кім Кетролл — Маргарет Монро, телеведуча, співзасновниці Sunshine Network
- Мелія Крейлінг — Джинджер Світс, мстива донька офіціантки з Лас-Вегаса, одна з позашлюбних дітей Юджина, власниця сайту вебкам-моделей
- Стів Гарріс — Франклін Лі, адвокат родини Монро
- Обрі Доллар — Роуз Монро, донька Маргарет, модельєр
- Корі Котт — Ерік Монро, віцепрезидента Sunshine Network, майбутній спадкоємець Юджина
- Бенджамін Леві Агілар — Антоніо Рівера, батько-одинак, боєць ММА, один із позашлюбних дітей Юджена
- Марк Л. Янг — Джейсон Конлі / Марк, виробник марихуани в Колорадо, один з позашлюбних дітей Юджина
- Олівія Маклін — Беккі Монро, дружина Еріка, сестра преподобного Томаса
- Аарон Лазар — преподобний Пол Люк Томас, популярний телепроповідник
- Джеральд Мак-Рейні — Юджин Монро, чоловіка Маргарет, засновник мережі Sunshine Network

## Реліз
13 травня 2019 року телеканал Fox випустив перший трейлер серіалу, прем'єра якого відбулася 21 вересня 2020 року.
У Канаді прем'єра серіалу відбулася 21 вересня 2020 року на телеканалі CTV, в Індії — 22 вересня на каналі Disney+ Hotstar. Деінде прем'єра відбулася на Disney+ на стрімінговому хабі Star як оригінального серіалу — з 12 березня 2021 року.

## Сприйняття
На сайті агрегатора рецензій Rotten Tomatoes рейтинг схвалення серіалу становить 64 % на основі 14 рецензій із середнім рейтингом 6,55/10. Консенсус критиків вебсайту говорить: «Кім Кетролл сяє, але „Непристойно багаті“ не є ані непристойними, ані настільки багатими, щоб реалізувати свої бульбашкові прагнення». Metacritic поставив серіалу середню зважену оцінку 54 зі 100 на основі 14 оглядів, вказуючи на «змішані або середні відгуки».